# Casper Jørgensen
Casper Jørgensen (Årslev, Faaborg-Midtfyn, 20 d'agost de 1985) és un ciclista danès professional entre el 2007 i el 2010. Combinà el ciclisme en carretera amb el ciclisme en pista, especialitat en què guanyà una medalla de plata als Jocs Olímpics de Pequín en la prova de persecució per equips.
Des del 2011 és entrenador de l'equip nacional de ciclisme en pista danès, el 2019 fou guardonat amb el premi a millor entrenador de l'any per DR's Sport.

## Palmarès en pista
- 2003
  -  Campió de Dinamarca en Persecució per equips
- 2004
  -  Campió de Dinamarca en Persecució per equips
  -  Campió de Dinamarca en Scratch
- 2005
  -  Campió de Dinamarca en Persecució per equips
- 2006
  -  Campió de Dinamarca en Persecució per equips
  -  Campió de Dinamarca en Scratch
- 2007
  -  Campió de Dinamarca en Persecució per equips
  -  Campió de Dinamarca en Scratch
- 2008
  -  Medalla d'argent als Jocs Olímpics de Pequín en Persecució per equips (amb Alex Rasmussen, Michael Mørkøv, Jens-Erik Madsen i Michael Færk Christensen)
  -  Campió de Dinamarca en Persecució per equips
  -  Campió de Dinamarca en Quilòmetre contrarellotge
- 2009
  -  Campió del món de Persecució per equips (amb Alex Rasmussen, Jens-Erik Madsen i Michael Færk Christensen)

### Resultats a laCopa del Món
- 2005-2006
  - 1r a Sydney, en Persecució per equips

## Palmarès en ruta
- 2007
  - Pròleg del Gran Premi Guillem Tell
- 2008
  - Pròleg de l'Olympia's Tour
- 2009
  - Pròleg del Tour du Loir-et-Cher